# Ece Hocaoğlu

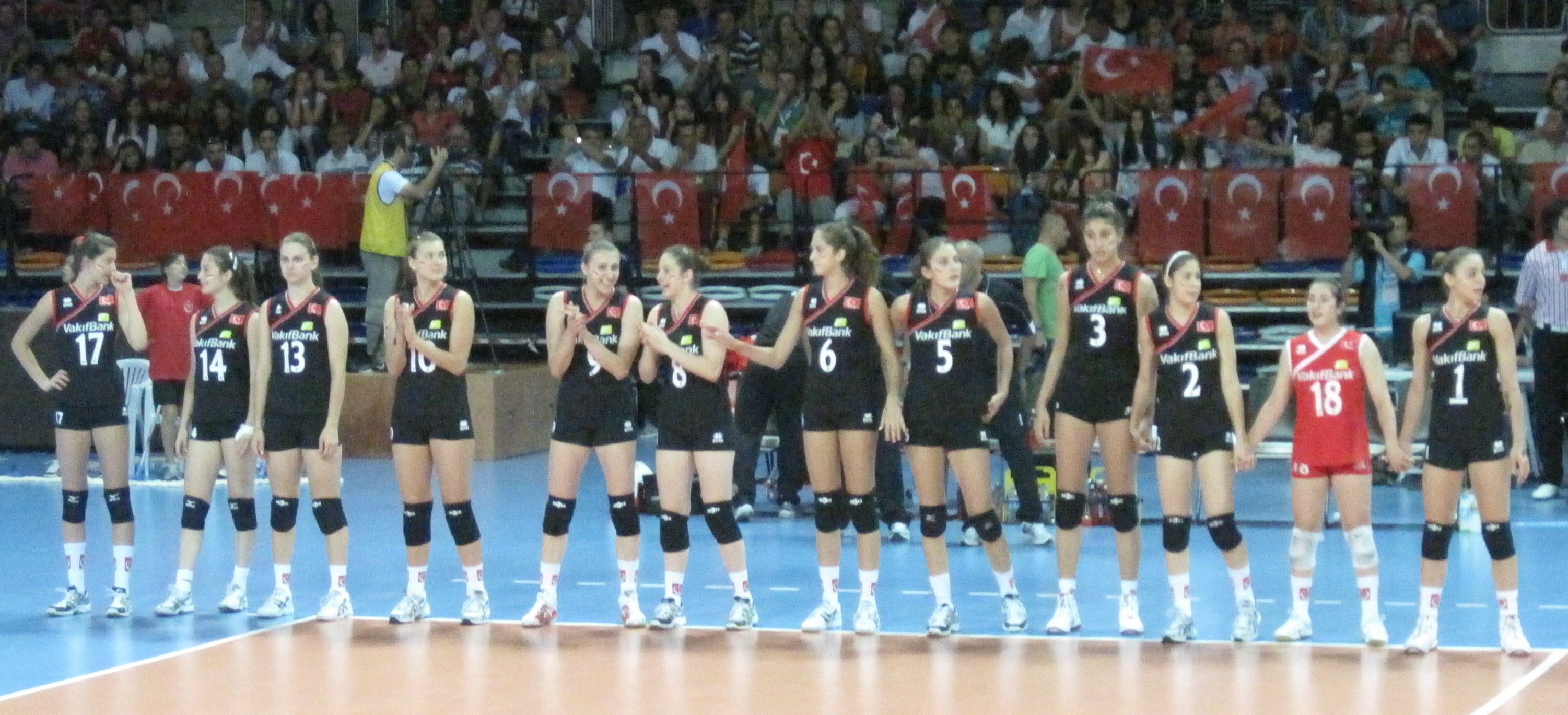
Ece Hocaoğlu (nombre 10) amb la selecció nacional turca juvenil, campiona del món 2011.

Ece Hocaoğlu (Bursa, nascuda el 5 de març de 1994) és una jugadora de voleibol turca. Ha jugat en l'equip femenì del club deportiu Beşiktaş (JK) d'Istanbul, així com Aris de Grecia. També juga a la selecció turca. La seva germana Tuğçe Hocaoğlu també és una jugadora de voleibol, i juga a l'equip Ereğli Belediyespor des del 2013. Ece Hocaoğlu ha estat la primera jugadora nacional turca en ser elegida "most valued player", en el Campionat europeu de joves de l'any 2011 celebrat a Ankara.